# Filip Hlúpik
Filip Hlúpik (* 30. dubna 1991, Uherské Hradiště) je český fotbalový záložník, od února 2018 hráč českého prvoligového klubu 1.FK Příbram.

## Klubová kariéra
Hlúpik je odchovancem 1. FC Slovácko, kde působil v mládežnické akademii. V A-týmu Slovácka se poprvé představil v jarní části sezony 2009/10.

V únoru podepsal smlouvu do léta 2017 s opcí na prodloužení s bulharským prvoligovým klubem PFK Černo More Varna.
V srpnu 2017 podepsal smlouvu s finským týmem IFK Mariehamn. Ve finském prvoligovém týmu vydržel pouze do února následujícího roku, poté podepsal smlouvu s 1. FK Příbram. V sezoně 2017/2018 s Příbramí postoupil do 1 ligy.

## Reprezentační kariéra
Filip Hlúpik reprezentoval Českou republiku v kategoriích U18 a U20.